# Gádor
Gádor este o municipalitate și un oraș din provincia Almería, Andaluzia, Spania, cu o populație de 2.676 de locuitori.